# 허 프렌드 더 밴디트
허 프렌드 더 밴디트(Her Friend The Bandit)는 미국에서 제작된 마벨 노맨드 감독의 1914년 코미디 영화이다. 찰리 채플린 등이 주연으로 출연하였고 맥 세네트 등이 제작에 참여하였다.

## 출연

### 주연
- 찰리 채플린
- 마벨 노맨드
- 찰스 머레이

### 조연
- 글렌 카벤더
- 윌리엄 하우버
- 샤롯 싱글턴
- 필립 타이론

## 같이 보기
- 유실 영화 목록